# ألفارو غوتيريز
ألفارو غوتيريز (بالإسبانية: Álvaro Gutiérrez) هو مدرب كرة قدم من أوروجواي، جوتيريز بدأ مسيرته كمدرب بعد اعتزاله عام 2002، حيث تولي تدريب فريق الناشئين بنادي مونتي.
- في عام 2004 عمل كمساعد لمدرب فريق سبورتيفو سيريتو الذي حاز على المركز الثاني في الدوري.
- عام 2006 تولى مهام تدريب فريق أثينا سان كارلوس الأوروجوياني وقاده للمركز الثالث في دوري الدرجة الثانية.
- عام 2007 انتقل لقيادة فريق سي أي رامبلا جونيورز الذي أكمل معه عاماً واحداً، لينتقل بعد إلى تدريب فريق رينتيستاس.
- عام 2009 تولى جوتيريز تدريب فريق ناسيونال تحت 19 عاماً لمدة أربعة أعوام، ثم تولى تدريب الفريق الأول.
- عام 2013 حيث قاد الفريق إلى المركز الثالث في الدوري، وفي الموسم التالي حقق مع الفريق لقب الدوري برقم قياسي من النقاط، ولم يخسر الفريق حينها إلا مرة واحدة فقط.
- في يونيو 2015 تعاقد مع فريق الشباب السعودي لقيادته الفنية لموسمين.

## مسيرته كلاعب
شارك الفارو مع منتخب أوروجواي في 38 مباراة دولية، كان لاعباً في خط الوسط، حيث لعب لأكبر ناديين في أوروجواي وهما ناسيونال وبينارول، وحقق بطولة كوبا أمريكا عام 1995، وبطولة الدوري في 1990 و1992 وبطولة البلاي أوف في 1992 و1993، وسبق له خوض تجربة احترافية في الدوري الإسباني مع 4 أندية هما بلد الوليد ورايو فاليكانو وسبورتنج خيخون.

## بطولات
| الموسم | الفريق                    | البطولة                         |
| ------ | ------------------------- | ------------------------------- |
| 1990   | بيلا فيستا                | الدوري الأوروغواياني لكرة القدم |
| 1992   | ناسيونال مونتيفيديو       | الدوري الأوروغواياني لكرة القدم |
| 1995   | منتخب أوروغواي لكرة القدم | كوبا أمريكا                     |

## وصلات خارجية
- ألفارو غوتيريز على موقع الاتحاد الدولي (مؤرشف)  (الإنجليزية)
- ألفارو غوتيريز على موقع قاعدة بيانات كرة القدم.إي يو (الإنجليزية)
- ألفارو غوتيريز على موقع ناشيونال فوتبول تيمز (الإنجليزية)
- ألفارو غوتيريز على موقع Soccerway.com (الإنجليزية)
- National Football Teams
- (بالإسبانية) Profile at Tenfield
- BD Futbol